# Rádio Azul
A Rádio Azul é uma estação de rádio de Setúbal, Portugal. Emite na frequência de 98.9 MHz (2000 W) para todo o concelho de Setúbal e abrangendo a Área Metropolitana de Lisboa.
Foi uma das "rádios pirata" surgidas na década de 1980, emitindo pela primeira vez no dia 1 de Julho de 1985.
Licenciada desde 9 de Maio de 1989 para a radiodifusão em cobertura local, viu a sua licença renovada por mais 10 anos em 14 de Abril de 2009.